# Karl Adolph Gjellerup
Karl Adolph Gjellerup   (Roholte, 2 de juny de 1857 - Klotzsche, 11 d'octubre de 1919) que signà nombroses de les seves obres amb el pseudònim Epigonos, fou un dramaturg i novel·lista danès, guardonat amb el Premi Nobel de Literatura el 1917.

## Biografia
Va néixer el 2 de juny del 1857 a la ciutat de Roholte, població situada a l'illa de Sjælland. Va estudiar teologia a la Universitat de Vallensved, on es graduà el 1878. A partir del 1892, va viure a Alemanya, on va escriure diverses obres en alemany.
Morí el 11 d'octubre del 1919 a la seva residència de Klotzsche a Dresden, població situada a l'estat alemany de Saxònia.

## Obra literària
Les seves primeres novel·les, Ung Dansk (Jove danès, 1879) i Germanernes Laerling (Deixeble dels teutons, 1882), foren considerades autobiogràfiques i acusaven la influència del determinisme crític de Georg Brandes, un dels principals crítics literaris del seu moment. La seva tragèdia lírica Brynhild (1884) va ser la que li va permetre iniciar una etapa de producció dramàtica, a la qual van seguir diverses obres de tema revolucionari, com St. Just (1886), Thamyris (1887) i les comèdies Herman Vandel (1891) i Wuthorn (1893). En les seves últimes novel·les, com Pilgrimen Kamanita (El pelegrí kamanita, 1906), es veu la seva forta atracció per la cultura alemanya, en què aborda àmpliament el misticisme oriental.
L'any 1917, juntament amb Henrik Pontoppidan, li fou atorgat el Premi Nobel de Literatura, en reconeixement de la seva variada i rica poesia inspirada en alts ideals.

### Obra seleccionada
- 1878: En idealist
- 1879: Ung Dansk
- 1879: Det unge Danmark
- 1880: Antigonos
- 1882: Germanernes loerling
- 1884: Brynhild
- 1886: St. Just
- 1887: Thamyris
- 1889: Minna
- 1891: Herman Vandel
- 1893: Wuthorn
- 1896: Møllen
- 1906: Pilgrimmen Kamanita